# Dumitru Blajinu
Dumitru Blajinu (n. 11 noiembrie 1934, Pererîta, Briceni, Republica Moldova - d. 6 iulie 2015, Chișinău) a fost un violonist, dirijor, aranjor, compozitor și folclorist român.

## Biografie
Dumitru Blajinu s-a născut în familia cunoscutului trompetist Nicolae Blajinu. 
Tatăl Nicolae cânta la trompetă, țambal și contrabas, fratele mai mare, Ion, la țambal, acordeon și trombon, iar Dumitru la țambal, vioară, acordeon, clarinet și nai. 
Membrii familiei Blajinu împreună cu Ion și Istrati Vieru au format un taraf și cântau la nunți, cumetrii, serbări și alte petreceri din zona de nord a țării. Aceasta a fost o școală care i-a șlefuit talentul nativ al instrumentistului.

### Familie
A fost căsătorit cu Valentina Blajinu, profesoară de limba rusă, cu care a avut doua fete gemene  Neli si Lilia,  absolvente ale Facultății de   Matematică și Informatică. De la cele doua fiice a avut 3 nepoți : Alexandru , Dorin și Vasile, toți trei absolvenți ai Facultății de Drept.
După, a fost căsătorit cu interpreta de muzică populară Veronica Mihai. În familia lor, în 1978 s-a născut un băiat pe care l-au numit Dumitru. În urma despărțirii lor, fiul Dumitru a rămas în numele mamei sale astfel fiind cunoscut ulterior ca naistul Dumitru Mihai, care a absolvit colegiul de muzică și conservatorul din Chișinău, apoi a absolvit și facultatea de drept. De la fiu a avut 3 nepoți, Mihai, Elena și Teodor, pe care nu i-a mai văzut niciodată. 
În martie 1983 s-a căsătorit cu Anișoara Groian. Și-au unit destinele la biserica „Sfântul Dumitru” din Chișinău, naș de cununie fiind Parohul bisericii, Pavel Borșevschi. După decesul artistului, Anișoara Blajinu continuă să păstreze și să promoveze creația și publicațiile soțului său.

### Deces
A decedat la 6 iulie 2015, la vârsta de 80 de ani.

## Activitate artistică
În perioada anilor 1956-1957 a urmat cursurile externe ale Universității populare a Casei centrale de creație populară „N. K. Krupskaia” din Moscova unde studiază teoria muzicii și armonia. Apoi, timp de doi ani, până în 1959 activează în calitate de instrumentist, mai apoi dirijor al orchestrei Teatrului muzical-dramatic din Bălți.  
Din anul 1960 și până în 1961 Dumitru Blajinu a fost angajat în calitate de acordeonist la Casa de cultură din Lipcani. În anul 1961  vine la Chișinău și până în 1964 activează  și activează în calitate de maestru de concert în Ansamblul de dansuri populare „Joc", condus de Vladimir Curbet. În fișa biografică a lui Dumitru Blajinu figurează și activitatea de naist în Ansamblul de tineret din Chișinău, pe care a desfășurat-o în perioada anilor 1962-1965. La vârsta de 33 de ani, în 1967, Dumitru Blajinu devine  fondator și prim-dirijor al Orchestrei de muzică populară „Folclor” a Radioteleviziunii din Chișinău unde activează până în anul 1985. În această perioadă realizează mari succese, concertând cu Orchestra în fostele țări ale U.R.S.S. Din anul 1985 până în 1994 a fost colaborator al Centrului științific-metodic de creație populară și activitate culturală, restabilind înregistrări vechi, recuperând material folcloric prețios. În această perioadă continuă lucrul la lucrarea Antologie de folclor muzical.
În perioada 1998-1999 a fost lector la Catedra „Instrumente populare” a Academiei de Muzică „Gavriil Musicescu", iar din anul  2000 până în 2003 a fost șef al Centrului de Conservare și Valorificare a Creației Populare.
Pe parcursul celor 17 ani de muncă creatoare a imprimat cu colectivul său peste 1800 creații care se păstrează în Fondul de Aur a TVM. A înregistrat la radio, ca violonist și prim-dirijor al orchestrei „Folclor”, cca 40 de piese instrumentale în diverse forme și peste 300 de creații de autor. A educat în laboratorul orchestrei „Folclor” generații de compozitori aranjori, soliști vocali și instrumentiști, artiști emeriți și artiști ai poporului din Republica Moldova. În calitate de violonist a imprimat 37 de creații, iar în calitate de autor a realizat creații; cântece, balade, piese instrumentale, suite, rapsodii etc.

## Publicații
A editat culegerile de cântece: 
„Zi-i, lăută”- cântece și piese instrumentale în partituri pentru taraf, 1973, 
„La vatra jocului” - cântece și piese instrumentale în partituri pentru orchestre de muzică populară, 1982,
„Ce mi-i drag mie pe lume” - culegere de cântece și piese instrumentale din repertoriul formației de muzică populară „Folclor”) 1984, 
„Satule, vatră frumoasă” - partituri alese pentru orchestră de muzică populară, 1987, 
„Primul ghiocel”[nefuncțională – arhivă]
 - culegere de cântece pentru preșcolari și elevii claselor primare, 1993, 
„Cântă inima și dorul”[nefuncțională – arhivă]
 - folclor muzical selectat din Concursurile Rapsozii Moldovei, ediția a II-a 1986 și ediția a III-a din întreaga Moldovă istorică, 2000, 
„Antologie de folclor muzical, 1107” melodii și cântece din Moldova Istorică a lui Ștefan cel mare și Sfânt, 2002, 
„Rapsodul Filip Todirașcu”[nefuncțională – arhivă]
, 2002, 
„Alină, dorule, alină”, Cântece și melodii populare din Moldova și Bucovina, 2008,  
„Rapsodul plaiului moldav:Nicolae Sulac”[nefuncțională – arhivă]
 publicată post-mortem, co-autor Tudor Colac (2015)

## Discografie
La izvorul folclorului, solo vioară, cu Orchestra „Folclor”, realizat în anul 2000;
De-ar fi dorul ca pădurea, solo vioară, cu Orchestra „Lăutarii”, realizat în anul 2004; 
Satule, vatră frumoasă, culegere de cântece  interpretate de Nicolae Sulac, Angela Păduraru, Nicolae Glib, Maria Drăgan, Vasile Iovu, Veronica Mihai, Claudia Șerșun acompaniați de Orchestra „Folclor”, dirijor -Dumitru Blajinu. Înregistrări realizate în perioada 1968 – 1985:
La Nistru, la mărgioară, culegere de cântece  prelucrate de Dumitru Blajinu, interpretate de Iustina Scarlat, Nicolae Sulac, Larisa Arsenii, Alexandru Lozanciuc, Angela Păduraru, Ștefan Petrache, înregistrate cu Orchestra Folclor, dirijor – Dumitru Blajinu. Înregistrări realizate în perioada 1968 – 1985;

## Distincții
Laureat al Festivalului internațional al tineretului și studenților (Moscova, 1967); 
Artist emerit din Republica Moldova (1982); 
Cavaler al ”Ordinului Republicii” (1984);
Premiul de Stat al Republicii Moldova (2014);
Membru al Uniunii Muzicienilor din Moldova. 